# Perkoz rogaty
Perkoz rogaty (Podiceps auritus) – gatunek średniej wielkości wędrownego ptaka wodnego z rodziny perkozów (Podicipedidae). Zamieszkuje północną i środkową Eurazję od Półwyspu Skandynawskiego po Kamczatkę oraz północną część Ameryki Północnej. W Polsce widywany na przelotach (głównie jesienią lub wiosną), bardzo nielicznie zimujący; dawniej nielicznie gniazdował na Podlasiu.

## Podgatunki i zasięg występowania
IOC wyróżnia dwa podgatunki:
- P. a. auritus (Linnaeus, 1758) – tereny lęgowe w Palearktyce: od Islandii i okolic Bałtyku po Kamczatkę. Zimowiska leżą od Morza Północnego po Morze Kaspijskie i u wybrzeża Japonii i Chin[2]
- P. a. cornutus (Gmelin, JF, 1789) – północna Ameryka Północna – centralna Alaska po centralną Kanadę i północno-zachodnie i północno-centralne USA; izolowane populacje lęgną się w Quebecu (Wyspy Magdaleny). Zimowiska rozciągają się od Aleutów po Kalifornię i od Nowej Szkocji po Teksas[2].

W Polsce najłatwiej te perkozy spotkać w trakcie przelotów wiosennych. Rzadziej te ptaki można zaobserwować jesienią, sporadycznie zimą. Zimuje głównie na Zatoce Pomorskiej i nielicznie na Zatoce Gdańskiej. Dawniej sporadycznie odbywał lęgi na Podlasiu, m.in. na Stawach Dojlidzkich, od 1988 roku na terenie kraju nie odnotowano jednak ani jednego potwierdzonego lęgu.

## Morfologia

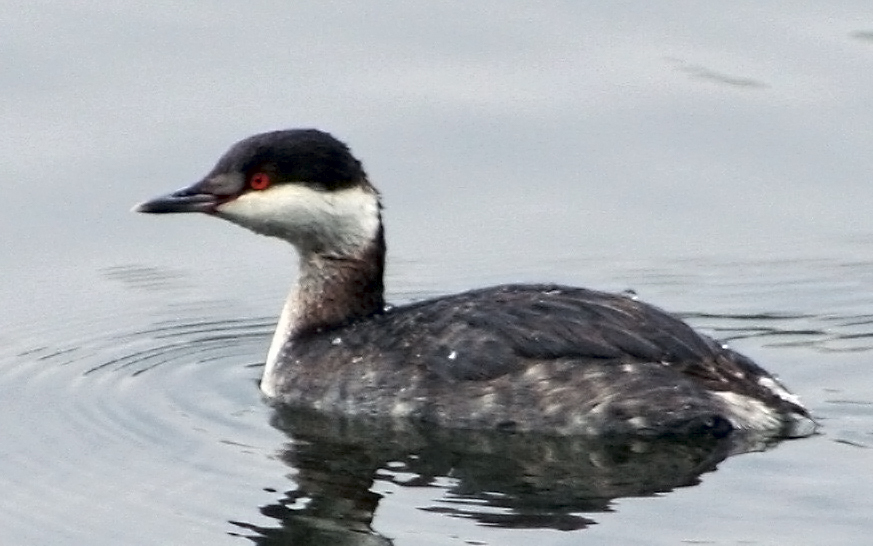
Ptak w szacie spoczynkowej

WyglądUpierzenie godowe – na bokach głowy trójkątne czuby z żółtych albo pomarańczowych piór (rogi od których bierze się nazwa), pod nimi niewielka kryza z czarnych piór, która może się rozpościerać – wierzch głowy jest zatem dwubarwny. Szyja i boki rdzawe, brzuch jasny, wierzch ciała i głowa ciemna. Upierzenie spoczynkowe jesienią i zimą – strona grzbietowa ciemna z brązowo obrzeżonymi piórami, boki i spód biały, głowa z wierzchu czarna, a na policzkach biała. Ciemna pręga przez oko, podobny do perkoza zausznika. W odróżnieniu od zausznika dziób u tego gatunku jest spiczasty na końcu. Na rozwiniętym skrzydle widoczne jest białe lusterko i biała plama przy zagięciu przy tułowiu.
Wymiary średniedługość ciała ok. 31–38 cm
rozpiętość skrzydeł: 60–65 cm
masa ciała ok. 300–470 g

## Ekologia i zachowanie

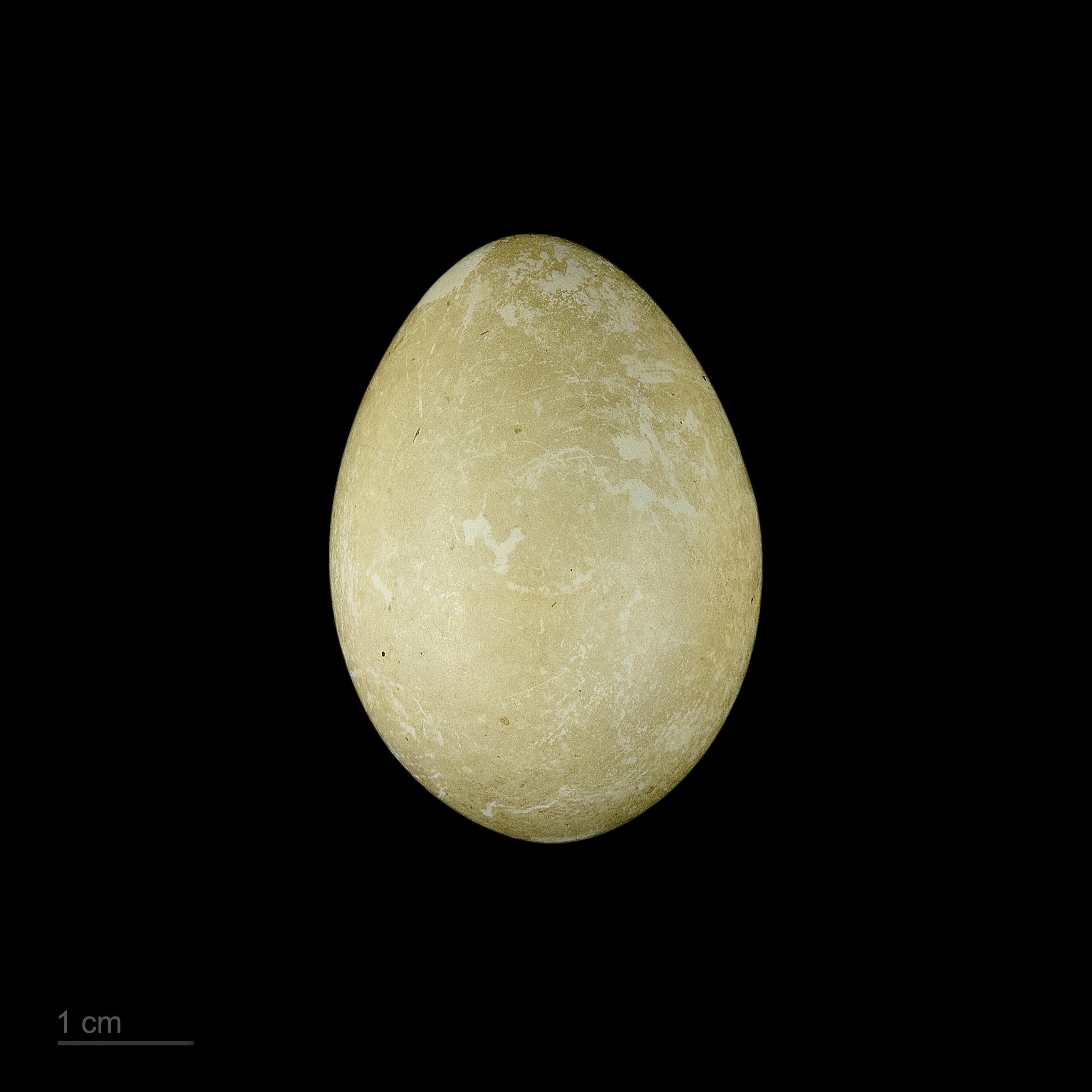
Jajo z kolekcji muzealnej

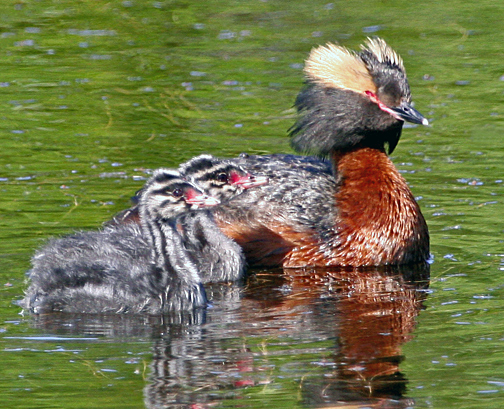
Rodzic z pisklętami

BiotopNiewielkie, płytkie zbiorniki śródlądowe. Zimą i na przelotach widywane na większych niezamarzających stawach, jeziorach, a nawet wzdłuż wybrzeży morskich. Tereny lęgowe obejmują słodkowodne zbiorniki i bagna z fragmentami otwartej wody lub ustronne obszary większych jezior i rzek. Zimowiska znajdują się głównie na morskich wybrzeżach, w tym chronionych zatokach, okazjonalnie na otwartych wodach; w południowej części zasięgu również na wodach słodkich, zwłaszcza większych jeziorach i systemach rzecznych.
GłosW pobliżu lęgowiska słychać jego okrzyki „bi, bi, bi” podobne do głosu perkoza rdzawoszyjego. W czasie toków wydaje specyficzne „guy” i „gwirt”.
GniazdoBudowane przez oboje rodziców zazwyczaj na wodzie w strefie rzadkich trzcin lub innych roślin wodnych wystających ponad powierzchnię, nawet w małych zbiornikach i zatokach rzecznych. Gniazdo stanowi pływająca, jednak zazwyczaj zakotwiczona za pomocą wbudowanych w nie roślin, sterta butwiejących roślin wodnych i błotnych. Gniazduje pojedynczo lub w małych koloniach.
Wysiadywanie jaj i wychowywanie młodychOdbywa jeden, wyjątkowo dwa lęgi w sezonie. W zniesieniu może znajdować się od 1 do 8 jaj, jednak zazwyczaj jest to 4–5 w Europie i 5–7 w Ameryce Północnej. Jaja początkowo są koloru białego, z czasem brązowieją. Inkubacja trwa 22–25 dni. Młode od razu opuszczają gniazdo, zagniazdowniki. Mimo to nie pływają po wodzie, ale kryją się w piórach na grzbiecie ptaków dorosłych tak głęboko, że widoczne są tylko ich główki. Przywiązanie jest tak silne, że stare ptaki nawet nurkują z pisklętami na plecach, pielęgnują je i karmią. Upierzenie piskląt jest podobne do szaty spoczynkowej dorosłych, ale grzbiet mają brunatny z ciemnobrązowymi plamami z boku głowy i na karku oraz białą plamką za okiem. Młode uzyskują zdolność lotu po 55–60 dniach (to dłużej niż u zausznika, którego biologia rozrodu jest podobna).
PożywienieNie nurkują głęboko, często żerując na powierzchni. Pożywienie stanowią głównie stawonogi i ryby, które na zimowiskach tworzą przeważającą część diety. Podczas zimowania perkozy rogate jedzą również skorupiaki (głównie wioślarki, obunogi i dziesięcionogi). Do łapanych stawonogów należą m.in. chrząszcze, ważki, jętki, chruściki. Okazjonalnie zjadają również mięczaki i robaki.

## Status i ochrona
IUCN od 2015 roku klasyfikuje perkoza rogatego jako gatunek narażony (VU, Vulnerable); wcześniej, od 1988 roku uznawano go za gatunek najmniejszej troski (LC, Least Concern). Liczebność światowej populacji, według szacunków organizacji Wetlands International z 2012 roku, mieści się w przedziale około 239–583 tysięcy osobników. Globalny trend liczebności populacji uznawany jest za spadkowy.
W Polsce objęty ochroną gatunkową ścisłą. W latach 2013–2018 liczbę osobników zimujących na terenie kraju szacowano na 170–510.